# Dialium occidentale
Dialium occidentale là một loài thực vật có hoa trong họ Đậu. Loài này được (Capuron) Du Puy & R.Rabev. miêu tả khoa học đầu tiên.